# Dondușeni (distrikt)
Dondușeni ( moldaviska: Raionul Dondușeni) är ett distrikt i Moldavien. Det ligger i den norra delen av landet. Antalet invånare är 44 648. Arean är 645 kvadratkilometer. Dondușeni gränsar till Vinnytsia oblast. Administrativ huvudort är Dondușeni. I distriktet ligger bland annat också orten Briceni.
Terrängen i Dondușeni är huvudsakligen platt, men norrut är den kuperad.